# Evdokia Kadi
Evdokia Kadi (Grieks: Ευδοκία Καδή) (Nicosia, 27 februari 1981) is een Cypriotische zangeres. 

## Biografie
In het voorjaar van 2008 liet de Cypriotische openbare omroep weten een nationale finale te organiseren om een artiest te kiezen om  het eiland te vertegenwoordigen op het Eurovisiesongfestival 2008 in Belgrado, Servië. In de nationale trad Evdokia Kadi aan met haar lied Femme Fatale, gezongen in het Grieks. Ze wist deze nationale finale winnend af te sluiten.
Op het Eurovisiesongfestival trad Evdokia aan in de tweede halve finale waar ze op een vijftiende plaats eindigde. Dit was niet genoeg om door te stoten naar de finale. Het was voor de derde maal op rij dat Cyprus de finale miste.
1981: Island · 
1982: Anna Vissi · 
1983: Stavros & Konstandina · 
1984: Andy Paul · 
1985: Lia Vissi · 
1986: Elpida · 
1987: Alexia · 
1989: Fani Polymeri & Yiannis Savvidakis · 
1990: Haris Anastasiou · 
1991: Elena Patroklou · 
1992: Evridiki · 
1993: Zimboulakis & Van Beke · 
1994: Evridiki · 
1995: Alexandros Panayi · 
1996: Constantinos Christoforou · 
1997: Hara & Andreas Konstantinou · 
1998: Michalis Hatzigiannis · 
1999: Marlain · 
2000: Voice · 
2002: One · 
2003: Stelios Konstantas · 
2004: Lisa Andreas · 
2005: Constantinos Christoforou · 
2006: Annet Artani · 
2007: Evridiki · 
2008: Evdokia Kadi · 
2009: Christina Metaxa · 
2010: Jon Lilygreen & The Islanders · 
2011: Christos Mylordos · 
2012: Ivi Adamou · 
2013: Despina Olympiou · 
2015: Giannis Karagiannis · 
2016: Minus One · 
2017: Hovig · 
2018: Eleni Foureira · 
2019: Tamta · 
2021: Elena Tsagrinou · 
2022: Andromache · 
2023: Andrew Lambrou · 
2024: Silia Kapsis · 
2025: Theo Evan